# 京急環境ソリューション
株式会社京急環境ソリューション（けいきゅうかんきょうソリューション）は、かつて存在した京急グループの廃棄物処理等を行う企業。京急サービスの100％出資の子会社であった。2013年（平成25年）10月、京急サービスに吸収合併され会社解散。

## 概要
- 創立　1999年（平成11年）4月
  - 2002年（平成14年）10月に株式会社に組織変更
- 本社　神奈川県横須賀市武
- 川崎事業所　川崎市川崎区砂子
- 上大岡営業所　横浜市港南区上大岡西

## 主な事業
- 産業廃棄物収集運搬業 
  - 廃プラスチック類、紙くず、繊維くず、木くず、金属くず、ガラスくず及び陶磁器くず、がれき類
    - （いずれも特別管理産業廃棄物であるものを除く）
- 産業廃棄物処分業 
  - 廃プラスチック類、紙くず、木くず、金属くず、ガラスくず及び陶磁器くず、がれき類
    - （いずれも特別管理産業廃棄物であるものを除く）
- 事業系一般廃棄物収集運搬業（普通ごみ）

## その他
- 同じ京急グループの京急サービスの子会社である。